# Avdiivka
Avdiivka (ucraineană Авдіївка, rusă Авдеевка) este un oraș în regiunea Donețk din Ucraina.
Se află la 17 kilometri nord de Donețk și găzduiește cea mai mare uzină de producere de cocs din Europa.Orașul a fost capturat de către Armata Rusă pe 17 februarie 2024, fiind o fortăreață a Armatei Ucrainene din Donețk timp de aproape 10 ani. Trupele AFU s-au retras după ce exista riscul ca aceștia să fie încercuiți. Este estimat că Rusia a pierdut peste 400 de vehicule blindate și 30.000 de soldați pentru cucerirea orașului.
Surse ucrainene susțin că nicio clădire din Avdiivka nu mai este intactă. Avdiivka rămâne în prezent o ruină.